# Thomas Wagner (Unternehmer)
Thomas Wagner (* 30. Mai 1978 in Dessau, Bezirk Halle, DDR; † 14. Juli 2016 bei Ajdovščina, Slowenien) war ein deutscher Unternehmer. Bekannt wurde er als Gründer des Unternehmens Unister.

## Leben
Thomas Wagner wurde in Dessau als Sohn eines Ingenieurs und einer Lehrerin geboren. Nach seinem Abitur 1996 am Gymnasium Walter Gropius in Dessau und einem zweijährigen Wehrdienst begann er 1999 ein Studium der Betriebswirtschaft an der Universität Leipzig.
Thomas Wagner starb am 14. Juli 2016 im Alter von 38 Jahren bei einem Flugzeugabsturz, zusammen mit dem Unister-Mitbegründer Oliver Schilling und einem weiteren Insassen sowie dem Piloten einer einmotorigen Piper PA-32R in der Nähe der slowenischen Gemeinde Ajdovščina. Wenige Tage nach dem Absturz wurden Indizien dafür bekannt, dass Wagner und Schilling Opfer eines Vorauszahlungsbetruges geworden waren. Eine öffentliche Trauerfeier für die beiden fand erst Anfang September 2016 in der Kongreßhalle Leipzig statt, nachdem sie bereits Anfang August 2016 im engsten Familienkreis beigesetzt worden waren. Im Oktober 2016 meldete das slowenische Luftfahrtministerium Hinweise auf eine mögliche Fremdeinwirkung (Höhenruder), die zum Absturz der Piper geführt haben könnten. In dem Abschlussbericht im Oktober 2020 kam das slowenische Luftfahrtamt zu dem Schluss, dass ein schweres Gewitter Ursache für den Absturz war.

## Unternehmen
Gemeinsam mit seinem Kommilitonen Mathias Krasselt gründete er am 10. Juli 2001 das Webportal Unister, auf dem Studenten Klausurthemen oder Studienplätze tauschen konnten. In den folgenden Jahren vergrößerte sich die Zahl der zu Unister gehörenden Internetseiten auf über 40, zum Teil durch Neugründungen, zum Teil durch Zukäufe. Das Unternehmen war vor allem in den Geschäftsbereichen Reise, Finanzen, Automobile, Medien, Immobilien und Social Media tätig.
2008 gründete er die Unister Media GmbH, die sich auf die Vermarktung von Online-Portalen spezialisierte. Später folgte das Marktforschungsunternehmen UMA Unister Market Research & Analysis. Anfang 2013 übernahm Wagner die Position des Direktors für Produktentwicklung und Strategie. Später wurde er wieder Geschäftsführer der Gesellschaften.
Die von Wagner gegründeten Unternehmen standen verschiedentlich wegen ihres Geschäftsmodells in der Kritik. 2012 wurde gegen Mitarbeiter des Unternehmens wegen Steuerhinterziehung und unerlaubtem Vertreiben von Versicherungen ermittelt. Wagner kam im Zuge dieser Ermittlungen für kurze Zeit in Haft.
Unister meldete vier Tage nach Wagners Tod Insolvenz an.